# Stakker Humanoid

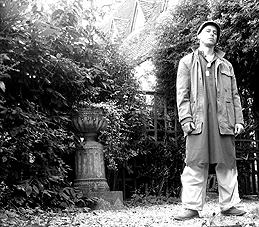
Brian Dougans (Humanoid) maakte Stakker Humanoid samen met Stakker

Stakker Humanoid is een acid-housesingle van Humanoid uit 1988.

## Geschiedenis
Videokunstenaars Mark McClean en Colin Scott maakten in 1988 als Stakker de eerste acid-housevideoclip, The Evil Acid Baron Show, waarin ze computeranimaties maakten bij reeds bestaande muziek. Voor de opvolger besloten ze Brian Dougans te vragen de muziek met hen te maken om zodoende de muziek en de animaties beter op elkaar te laten aansluiten. De samenwerking werd na een ruzie beëindigd voordat de single werd uitgebracht. De plaat zou aanvankelijk worden uitgebracht als Humanoid door Stakker maar kwam als Stakker Humanoid door Humanoid op de single om auteursrechtenredenen. Op de lp Global van Humanoid staat het nummer echter als Humanoid op de plaat.
De plaat haalde de 1ste plaats in de UK Dance Chart en de 17de in de UK Singles Chart. In de Nederlandse Top 100 kwam de single binnen op 24 december 1988 en behaalde de 23ste plaats als hoogste positie. In de lijst Song van het Jaar 1988 van de VPRO behaalde de single de 41ste plaats.
De remix uit 1992 behaalde de 40ste plaats in de UK Singles Cart en de remix uit 2001 de 65ste plaats. In 2007 werd opnieuw een remix-compilatie uitgebracht.
De samples Humanoid en Intruder alert! zijn afkomstig van het computerspel Berzerk.